# Verwaltungsgemeinschaft Ranis-Ziegenrück
La Verwaltungsgemeinschaft Ranis-Ziegenrück est une communauté d'administration allemande qui regroupe 14 communes du land de Thuringe, dans l'arrondissement de Saale-Orla, au centre de l'Allemagne. En 2015, sa population est de 7 383 habitants.

## Source de la traduction
- (de) Cet article est partiellement ou en totalité issu de l’article de Wikipédia en allemand intitulé « Verwaltungsgemeinschaft Ranis-Ziegenrück » (voir la liste des auteurs).